# Ivo Rozsypal
Akademický malíř Ivo Rozsypal (12. srpna 1942 Brno – 12. září 2021) byl významný český pedagog, malíř a sklářský výtvarník. Patřil mezi klasiky českého ateliérového skla a veřejnost mohla jeho práci ocenit díky početným realizacím v architektuře a veřejných prostorech.

## Život
V letech 1956–1959 absolvoval v Brně Jedenáctiletou střední školu / gymnázium. Ve studiích pokračoval v letech 1959–1961 Střední průmyslové škole sklářské v Kamenickém Šenově na oddělení malování a leptání skla. Dále absoloval v letech 1966–1968 a v letech 1969–1973 Vysokou školu uměleckoprůmyslovou v Praze v ateliéru skla u profesora Stanislava Libenského. Během krátkého přerušení studia v Praze, studoval v letech 1968–1969 na Université de Caen ve francouzském Caen.
Jeho profesní působení bylo v letech 1963–1966 ve sklárně Borské sklo, provoz Vitráže, Nový Bor (umělecký sklenář). Dále po promoci v letech 1973–1983 pracoval jako výtvarník ve sklárně Crystalex v Nové Boru a od 1983 se stal nezávislým výtvarníkem. Již od 70. let 20. století spolupracoval s architekty a vznikla řada jeho realizací v architektuře. Po promoci pak do roku 1983 působil i jako designér v novoborském podniku Crystalex.
Od roku 1984 začal ve své tvorbě používat speciální sklo opaxit, charakteristický materiál pro jeho nejproslulejší díla. V 90. letech použil jako jeden z prvních českých sklářských výtvarníků technologii řezání plochého skla vodním paprskem. Stal se uznávaným sklářem jak doma tak ve světě, realizoval množství výstav, získal řadu ocenění a jeho díla jsou zastoupena v českých i světových sbírkách, nejen v Evropě, ale také  v USA, v Japonsku a v Číně. Patří k druhé generaci tvůrců ateliérového skla po zakladatelích – Libenském, Brychtové, Roubíčkovi a dalších. Většinu svého života prožil v Novém Boru Arnultovicích. V roce 2009 vydal knihu Ivo Rozsypal sklo kresba malba s podtitulem Moje vyznání.